# یوکی فوکو
یوکی فوکو (ژاپنی: 福家 勇輝؛ زادهٔ ۲۵ آوریل ۱۹۹۱) یک بازیکن فوتبال اهل ژاپن است.
از باشگاه‌هایی که در آن بازی کرده‌است می‌توان به باشگاه فوتبال کاماتامار سان‌اوکی اشاره کرد.